# Вълшебният стрелец
„Вълшебният стрелец“ (на немски: Der Freischütz) е романтична опера от Карл Мария фон Вебер в 3 действия (6 картини).

## Основни факти
- Либрето: Фридрих Кинд (по приказката на Аугуст Апел и Фридрих Лаун)
- Първо изпълнение: 8 юни 1821 г. в Schauspielhaus, Берлин под диригентството на Вебер
- Първо изпълнение в България: 19 май 1930 г. в София

## Действащи лица
1. Отокар, княз на Бохемия – баритон
2. Куно, лесничей на княза – бас
3. Агата, негова дъщеря – сопран
4. Енхен, братовчедка на Агата – сопран
5. Каспар, ловец – бас
6. Макс, ловец – тенор
7. Килиан, богат селянин – тенор
8. Отшелник – бас
9. Самиел „Черният ловец“ – без пеене (говорна роля)
10. Свита на княза, ловци, селяни, девойки, шаферки, музиканти, призраци.

Място и време на действието: Бохемия, Чешко кралство средата на 17 век след Тридесетгодишната война.

## Сюжет

### Първо действие
Площад пред селската кръчма. Жителите на малко планинско село избират Килиан за „крал на стрелците“. Всички се радват заедно с победителя. Само досегашният победител – младият Макс е тъжен – нито един от неговите изстрели не е попаднал в целта, а той е обект на подигравки.
И все пак за Макс има надежда — утре ще се състои състезанието на младежите и ако той победи, ще получи не само длъжността лесничей на княза, но и ръката на дъщерята на Куно, красивата Агата.
Съперник на Макс е друг ловец, Каспар. Той също е претендент за ръката на Агата, но тя предпочита Макс. Затова Каспар замисля коварен план. Той дава на младежа своята „вълшебна“ пушка и му обещава, че ще спечели състезанието с нея. Посочва му летящия в небесата орел и му предлага да стреля по него. Макс стреля и птицата пада на земята. Смаян от резултата, той иска да разбере тайната на това вълшебно оръжие.
Каспар му съобщава, че пушката е заредена с „вълшебен“ куршум, който може да улучи точно и безпогрешно всяка цел. Сега за Каспар е съвсем лесно да уговори нищо неподозиращия Макс да отиде в полунощ с него във Вълчата долина – страшно и злокобно място, където броди нечиста сила, за да излеят там вълшебните куршуми.
Каспар отдавна е продал душата си на дявола. Като измами Макс, той се надява да го принесе в жертва, за да спаси своя живот, чийто срок, според договора със Сатаната, скоро изтича.

### Второ действие
В дома на лесничея Куно, Енхен се опитва с весела песен да разсее тъгата на своята братовчедка Агата. Но девойката е тъжна. Пристига Макс и в разговора между двамата се изяснява, че точно когато вълшебният куршум е повалил орела, в стаята на Агата е паднал от стената портретът на дядо ѝ и е наранил девойката. Макс вижда в това лоша поличба. Но вече е късно да се откаже. Ще тръгне към Вълчата долина каквото и да става.
Каспър вече е пристигнал на страшното място. Той знае, че скоро трябва да отиде в Ада. За да измоли отсрочка за 3 години, се е заклел пред дявола – Самиел „Черния ловец“ – че ще му доведе нова жертва – младия ловец Макс. Тази нощ двамата ще излеят 7 куршума. Последният ще бъде за Сатаната и на другия ден на състезанието при княз Отокар, Каспар ще го насочи към сърцето на любимата на Макс, Агата.
Идва и самият Макс. С много трудности и страхове е преодолял опасния път дотук. Двамата ловци започват да леят вълшебните куршуми.

### Трето действие
Намират се в гората. Куршумите са вече готови. Пет от тях са изстреляни от Макс и Каспар. Двамата разполагат с по един. Каспар изстрелва и шестия. Остава седмият, съдбоносният в пушката на Макс. Същият, който принадлежи на дявола и е предназначен за сърцето на Агата.
В стаята на Агата. Девойките от селото я обличат с венчалните дрехи – предстои ѝ да стане невеста на победителя в състезанието. Изведнъж Енхен уплашено отскача от разтвореното ковчеже. Вместо венчален венец в него се оказва погребален. За да не уплаши братовчедка си, тя поставя на главата ѝ венче от рози, подарено от благочестив отшелник.
Отново в гората. Княз Отокар дава знак за начало на състезанието между ловците. Той заповядва да се избере за прицел прелитащата от дърво на дърво бяла гълъбица. Макс се прицелва в птицата, когато се чува възглас: „Не стреляй, бялата гълъбица съм аз!“ И между дърветата се появява Агата. Но Макс не я чува и стреля. Агата пада бездушна на земята. Но вълшебният куршум не е засегнал девойката. Внезапно появилият се отшелник е защитил момичето от коварството на Сатаната и дяволът е насочил седмия куршум в сърцето на коварния Каспар. Така злодеят сам попада в своя капан.
Зарадван от свестяването на Агата, Макс се разкайва за постъпката си. Без да скрива нищо, той разказва на Отокар историята с вълшебните куршуми. Младият ловец е извършил престъпление и ще бъде наказан от княза с изгнание далеч от родината.
Благочестивият отшелник се застъпва за младежа. Ако в продължение на една година Макс не се опетни с нищо, сам князът ще благослови брака му с Агата. Всички празнуват.